# Бенсеразид
Бенсеразид (Benserazide), серазид — противопаркинсонический препарат, ингибитор периферической L-DOPA-декарбоксилазы, не проникает через гематоэнцефалический барьер. В сочетании с L-Диоксифенилаланином (L-DOPA) способствует уменьшению образования дофамина в периферических тканях и повышению количества L-DOPA, поступающего в ЦНС.
Код ATX: N04BA02 (Леводопа в комбинации с ингибитором декарбоксилазы)

## Фармакокинетика
У пациентов с паркинсонизмом после приема внутрь бенсеразид быстро всасывается из ЖКТ, степень абсорбции — 58 %. Метаболизируется преимущественно в кишечнике, действие в отношении L-DOPA (в случае применения комбинации L-DOPA + бенсеразид) также осуществляется главным образом в кишечнике; в других областях организма метаболизируется с образованием тригидроксибензилгидразина. Бенсеразид быстро выводится с мочой в форме метаболитов, в основном в течение первых 6 часов, 85 % выводится в течение 12 ч. Бенсеразид не проникает через ГЭБ у крыс.

## Дозировка
Индивидуальный. Суточная доза бенсеразида (в сочетании с L-DOPA в соотношении 1:4) варьирует от 37.5 мг до 250 мг.

## Лекарственное взаимодействие
Бенсеразид в рекомендуемых концентрациях не вызывает побочных эффектов. При применении в комбинации с L-DOPA, наряду с уменьшением ряда побочных эффектов со стороны нервной системы и сердечно-сосудистой системы, может наблюдаться тенденция к раннему развитию дискинезии и психических нарушений, что связано с действием L-DOPA.
Беременность и лактация:
Противопоказан при беременности и в период лактации (грудного вскармливания).
Побочные действия:
Со стороны ЦНС: редко — самопроизвольные движения, нарушения сна, ажитация, головокружение, депрессии.
Со стороны сердечно-сосудистой системы: редко — ортостатическая гипотензия, аритмии.
Со стороны пищеварительной системы: редко — тошнота, рвота, анорексия, боли в эпигастрии, дисфагия, ульцерогенное действие (у предрасположенных пациентов).
Со стороны системы кроветворения: редко — тромбоцитопения.
Вышеуказанные побочные эффекты возникали при применении бенсеразида в сочетании с L-DOPA.

## Показания
В комбинации с L-DOPA: болезнь Паркинсона, синдром паркинсонизма (за исключением паркинсонизма, вызванного лекарственными средствами, в частности нейролептиками).

## Противопоказания
Выраженные нарушения функции печени, почек, сердечно-сосудистой системы и/или эндокринной системы, тяжелые психозы, закрытоугольная глаукома, меланома, беременность, лактация, детский возраст, повышенная чувствительность к бенсеразиду.

## Особые указания
Применяется в сочетании с L-DOPA, что позволяет снизить её дозу и выраженность побочных эффектов, особенно тошноту, рвоту, аритмии. При этом может наблюдаться тенденция к раннему развитию дискинезии и психических нарушений, связанных с терапией L-DOPA.
Бенсеразид в сочетании с L-DOPA не следует применять в период лечения ингибиторами МАО (за исключением ингибиторов МАО типа B).

## Влияние на способность к вождению автотранспорта и управлению механизмами
В период применения бенсеразида в сочетании с L-DOPA следует избегать деятельности, требующей высокой концентрации внимания и быстрых психомоторных реакций.

## Препараты, содержащие бенсеразид
- Бензиэль - бенсеразид в комбинации с L-DOPA
- Мадопар — бенсеразид в комбинации с L-DOPA, различные формы